# Moses Büding
Moses Joseph Büding (* 1748/1749 in Büdingen; † 20. August 1811 in Kassel) war Gründer des Bankhauses „M. J. Büding“ in der Königstraße 151 in Kassel und Oberhofagent in Kassel (ab 1801).

## Leben
Moses Büding, der Sohn des späteren Kasseler Bankiers Joseph Abraham Benjamin Büding, kam – wohl zusammen mit seinem Vater, da beide in Kassel nach ihrem Herkunftsort genannt werden – um 1772 aus Büdingen.
Am 22. August 1801 wurde er zum Hof- und Kammeragenten und bereits am 6. Oktober 1801, nach dem Tod des Feidel David, als dessen Nachfolger zum Oberhof- und Kammeragenten ernannt, wozu er 100 Dukaten an das Kasseler Unterneustädter Kirchen- und Zivilwitwen-Institut zu zahlen hatte. Um 1803 galt er als reichster Mann der Stadt Kassel, zumindest zahlte er die meisten Steuern. Im Jahr 1811 gehörte ihm das Haus Nr. 388 in der Johannisstraße (Marktgasse).
Er heiratete um 1780 in Kassel Miriam (Marianne) Gans (* Juli 1752 in Kassel; † 30. Juni 1832 ebenda), die Schwester des Bankiers Aron Gans in Kassel.